# Power electronics (zenei stílus)
A Power electronics-ot eredetileg William Bennett hozta létre a Whitehouse:Psychopathia Sexualis albumból kiindulva, és kapcsolódik a korai indusztriális zenei szcénához, de később a zajzenével lett azonosítva illetve azzal körülbelül egy időben született meg.
A Whitehouse együttes alapító és állandó tagja William Bennett. A műfaj tartalmaz csikorgó elektronikus hangokat, szub-basszus pulzálásokat. Jellemző - és amiben eltér, illetve amit hozzáad a zajzenéhez - az a zenére való rábeszélés (de nem ének). Ez általában torzított hang, kiabálás és gyűlölettel teli szövegek. A témája lehet egy sorozatgyilkos vagy második világháborús témák.
Ebben a stílusban Magyarországról ismert a Halalnihil, továbbá a Symbiotic Hominid és a Harsh Manifesto. [forrás?]

## Előadók
- Genocide organ
- Whitehouse
- Blackhouse
- The grey wolves
- Sutcliffe Jügend
- Anenzephalia
- Fire in the head
- Halalnihil (HUN)
- Nicole 12
- Con-Dom
- Bizarre Uproar
- Slogun